# カーディ・スティーヴンス
カーディ・スティーヴンス（Kirdy Stevens、1920年 - 2012年10月20日）は、アメリカ合衆国のポルノ映画監督.
彼は2001年にXRCO殿堂、2003年にAVN殿堂で殿堂入りした。
スティーヴンスは2012年10月20日に肺炎のため92歳で死去した。